# Gerardo Barbero
Gerardo Fabián Barbero (ur. 21 sierpnia 1961 w Lanús, zm. 4 marca 2001 w Budapeszcie) – argentyński szachista, arcymistrz od 1987 roku.

## Życiorys
Pierwszy znaczący sukces odniósł w roku 1978, dzieląc IV-V miejsce w mistrzostwach świata juniorów do lat 20 w Grazu. W tym również roku wystąpił w drugiej reprezentacji swojego kraju w rozegranej w Buenos Aires szachowej olimpiadzie. Wkrótce awansował do ścisłej czołówki argentyńskich szachistów, pomiędzy 1984 a 1994 pięciokrotnie biorąc udział w olimpiadach (w tym w roku raz na I szachownicy). Poza tym w roku 1985 wystąpił w reprezentacji Argentyny w drużynowych mistrzostwach świata w Lucernie. W 1984 zdobył złoty medal mistrzostw kraju, natomiast rok później - medal srebrny.
Do największych sukcesów Barbero w turniejach międzynarodowych należały zwycięstwa w Delmenhorst (1986), Kecskemét (1987), Forli (1990, wraz z Władimirem Małaniukiem), Kopenhadze (1991, wraz z Larsem Schandorfem) i Bolzano (1992, wraz z Władimirem Małaniukiem) oraz II miejsca w Budapeszcie (1987 i 1998).
Najwyższy ranking w karierze osiągnął 1 stycznia 1986, z wynikiem 2520 punktów dzielił wówczas 70-76. miejsce na światowej liście FIDE, jednocześnie dzieląc 3-4. miejsce wśród argentyńskich szachistów.
Zmarł na chorobę nowotworową w 2001 w Budapeszcie, gdzie mieszkał od połowy lat 80. XX wieku.